# ديناميكيات الدراجات والدراجات النارية

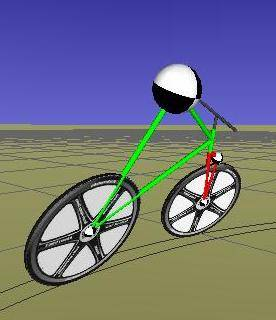
نموذج حاسوبي مبسط من الدراجة والركوب يظهر منعطفا يمينيا غير منضبط.

ديناميكيات الدراجات والدراجات النارية هو علم حركة الدراجات والدراجات النارية ومكوناتها ، بسبب القوى المؤثرة عليها. الديناميكيات تندرج تحت فرع من فروع الفيزياء يعرف باسم الميكانيكا الكلاسيكية. تشمل حركات الدراجة ذات الأهمية الموازنة ، والتوجيه ، والفرامل ، والتسارع ، وتفعيل التعليق ، والاهتزاز. بدأت دراسة هذه الحركات في أواخر القرن التاسع عشر وتستمر حتى يومنا هذا.
تعتبر كل من الدراجات والدراجات النارية مركبات ذات مسار واحد ، وبالتالي فإن حركاتها لها العديد من السمات الأساسية المشتركة وهي تختلف اختلافًا جوهريًا عن المركبات ذات العجلات الأخرى ، مثل الدراجات ذات العجلات الثلاث والدراجة الرباعية  وأصعب من دراستها. كما هو الحال مع الدراجات الأحادية ، تفتقر الدراجات إلى الاستقرار الجانبي عندما تكون ثابتة ، وفي معظم الظروف لا يمكن أن تظل منتصبة إلا عند المضي قدمًا. أظهرت التجارب والتحليلات الرياضية أن الدراجة تبقى في وضع مستقيم عندما يتم توجيهها للحفاظ على مركز كتلتها فوق عجلاتها. عادة ما يتم توفير هذا التوجيه من قبل متسابق ، أو في ظروف معينة ، بواسطة الدراجة نفسها. تساهم العديد من العوامل ، بما في ذلك الهندسة والتوزيع الشامل والتأثير الجيروسكوبي ، بدرجات متفاوتة في هذا الاستقرار الذاتي ، لكن الفرضيات طويلة الأمد وتزعم أن أي تأثير منفرد ، مثل الجيروسكوب أو المسار ، هو المسؤول الوحيد عن قوة التثبيت. فقدت مصداقيتها.
في حين أن البقاء في وضع مستقيم قد يكون الهدف الأساسي للركاب المبتدئين ، يجب أن تميل الدراجة من أجل الحفاظ على التوازن في المنعطف: كلما زادت السرعة أو قل نصف قطر الدوران ، كلما تطلب الأمر مزيدًا من الميل. يوازن هذا عزم الدوران حول بقع ملامسة العجلة الناتجة عن قوة الطرد المركزي بسبب الدوران مع قوة الجاذبية. ينتج هذا الميل عادة عن طريق توجيه لحظي في الاتجاه المعاكس ، يسمى التوجيه العكسي. عادة ما يتم اكتساب مهارة التوجيه المعاكس عن طريق التعلم الحركي ويتم تنفيذها من خلال الذاكرة الإجرائية بدلاً من التفكير الواعي. على عكس المركبات الأخرى ذات العجلات ، فإن عنصر التحكم الأساسي للدراجات هو عزم الدوران وليس الموضع.
على الرغم من ثباتها طوليًا عندما تكون ثابتة ، غالبًا ما تتمتع الدراجات بمركز كتلة مرتفع بدرجة كافية وقاعدة عجلات قصيرة بما يكفي لرفع عجلة عن الأرض في ظل تسارع أو تباطؤ كافٍ. عند الكبح ، اعتمادًا على موقع مركز الكتلة المشترك للدراجة والراكب فيما يتعلق بالنقطة التي تلامس فيها العجلة الأمامية الأرض ، وإذا تم الضغط على الفرامل الأمامية بقوة كافية ، يمكن للدراجات إما: انزلاق العجلة الأمامية التي قد يؤدي أو لا يؤدي إلى وقوع حادث ؛ أو اقلب الدراجة وراكب فوق العجلة الأمامية. يمكن حدوث حالة مماثلة أثناء التسارع ، ولكن فيما يتعلق بالعجلة الخلفية.

## التاريخ
إن تاريخ دراسة ديناميكيات الدراجة قديم قدم الدراجة نفسها تقريبًا. وهي تتضمن مساهمات من علماء مشهورين مثل رانكين ، وأبل ، وويبل. في أوائل القرن التاسع عشر ، أظهر كارل فون درايس ، الذي يُنسب إليه الفضل في اختراع المركبات ذات العجلتين ، والتي تسمى لاوفماشين ، وفيلوسيبيد ، ودريسين ، والحصان الرائع ، أن الراكب يمكنه موازنة جهازه عن طريق توجيه العجلة الأمامية. في عام 1869 ، نشر رانكين مقالًا في(مجلة The Engineer) مكررًا تأكيد فون درايس أن التوازن يتم الحفاظ عليه من خلال التوجيه في اتجاه الميل.
في عام 1897 ، جعلت الأكاديمية الفرنسية للعلوم من فهم ديناميات الدراجات هدف منافستها بريكس فورنييرون. وهكذا، بحلول نهاية القرن التاسع عشر ، أظهر كارلو بورليت ، وإيمانويل كارفالو ، وفرانسيس ويبل بديناميكيات الجسم الصلب أن بعض دراجات الأمان يمكنها في الواقع موازنة نفسها إذا تحركت بالسرعة المناسبة. فاز بورليت بجائزة بريكس فورنيون ، وفاز ويبل بجائزة سميث بجامعة كامبريدج. ليس من الواضح لمن يجب أن ينسب الفضل لإمالة محور التوجيه من الوضع الرأسي مما يساعد على جعل ذلك ممكنًا.
في عام 1970 ، ديفيد أ. نشر جونز مقالة في مجلة الفيزياء اليوم تظهر أن التأثيرات الجيروسكوبية ليست ضرورية لموازنة الدراجة. منذ عام 1971 ، عندما قام بتحديد وتسمية أوضاع التذبذب والنسيج والانقلاب ، كتب روبن شارب بانتظام عن سلوك الدراجات النارية والدراجات. أثناء وجوده في إمبريال كوليدج بلندن ، عمل مع ديفيد ليمبير وسيموس إيفانجيلو.